# Christopher Sander
Christopher Sander, född 1980, är en svensk låtskrivare och artist, sångare i den svenska musikgruppen Ingenting, men också soloartist. Han producerar även andra artister och är också verksam som filmmusikproducent och författare. Tidigare har han även varit verksam som arrangör av konserter och kulturpolitiska evenemang.
Christopher Sander släppte i maj 2009 sin solodebut Hej hå!, som innehåller egna sånger samt tolkningar av Astrid Lindgren/Georg Riedel, Spacemen 3 och Daniel Johnston. 2014 släpptes uppföljaren Jorden var rund med bland annat Nicolai Dunger, Rebecka Törnqvist och Tuva Novotny som gästartister. 
Sander har tidigare samarbetat med bland annat Sibille Attar, Jari Haapalainen och Anna Järvinen. Anna Järvinen gjorde en tolkning av Sanders sång "Äppelöga" på sitt album Man var bland molnen. Låten "Äppelöga" är också med i den amerikanska Millenniumfilmen The Girl with the Dragon Tattoo. Anna von Hausswolff har tolkat Sanders sång "Medan vi sov" i diverse liveframträdanden, samt på en splitsingel utgiven av bolaget Labrador 2010.

## Diskografi
Se även: Ingentings diskografi
- 2004 – Ingenting är lätt (EP) (med Ingenting)

- 2004 – Ingenting duger (med Ingenting)
- 2006 – Sommardagboken (EP) (med Ingenting)
- 2006 – Mycket väsen för ingenting (med Ingenting)
- 2009 – Hej hå!
- 2009 – Tomhet, idel tomhet (med Ingenting)
- 2014 – Jorden var rund
- 2018 – STXLM (med Ingenting)